# Ковзель Микола Олегович
Мико́ла Оле́гович Ковзе́ль (нар. 8 серпня 1966, Львів, УРСР) — український політик, народний депутат України.

## Освіта
У 1981–1984 роках навчався в СПТУ № 27 міста Львова, де здобув спеціальність кухаря V розряду.
За направленням училища вступив до Київського торгово-економічного інституту. З другого курсу був призваний на службу до Збройних сил України (1985–1987).
У 1991 році закінчив Київський торговельно-економічний університет за спеціальністю «Технологія і організація громадського харчування».
У 2003 році отримав другу вищу освіту в Київському університеті економіки і технологій транспорту.
Є кандидатом економічних наук. Дисертація «Соціально-економічна ефективність експорту транспортних послуг України» (Українська державна академія залізничного транспорту, 2008).
З 2009 року є дійсним членом  Транспортної академії України 

## Трудова діяльність
1989 року був прийнятий на роботу до військторгу № 751 Прикарпатського Військового округу на посаду заступника директора об'єднання. З 1992 року перейшов на роботу в західноукраїнську комерційну компанію на посаду директора.
1994 року прийнятий на роботу в об'єднання робітничого постачання Львівської залізниці.
1995 року призначений начальником управління робітничого постачання — директором державного комерційно-виробничого підприємства «Комерційний центр» Львівської залізниці.
2000 року призначений директором державного транспортно-експедиційного підприємства «Інтертранс».
2004 року спостережною радою обраний головою правління ЗАТ «Інтертранс».

## Політична діяльність
Народний депутат України 5-го скликання з 25 травня 2006 до 12 червня 2007 від «Блоку Юлії Тимошенко», № 53 в списку. На час виборів: голова правління ЗАТ «Інтертранс», член УСДП. Член фракції «Блок Юлії Тимошенко» (з травня 2006). Член Комітету з питань транспорту і зв'язку (з липня 2006). 12 червня 2007 достроково припинив свої повноваження під час масового складення мандатів депутатами-опозиціонерами з метою проведення позачергових виборів до Верховної Ради.
Народний депутат України 6-го скликання з 23 листопада 2007 року від «Блоку Юлії Тимошенко», № 53 в списку. На час виборів: тимчасово не працював, член УСДП. Член фракції «Блок Юлії Тимошенко» (з листопада 2007). Секретар Комітету з питань транспорту і зв'язку (з грудня 2007).
Колишній член Української соціал-демократичної партії

## Нагороди та відзнаки
Нагороджений орденом «За заслуги» III ступеня, знаком «Почесний залізничник» (1998), почесною грамотою Кабінету Міністрів України, орденом Святого князя Володимира IV ступеня (2001), Подякою Міністерства транспорту України (2004), Відзнакою МВС України «За сприяння органам внутрішніх справ України», Хрестом Пошани «За відродження України» II ступеня, медаллю «Народна шана працівникам транспортної галузі», срібною Георгіївська медаль «Честь, слава, труд».
Лауреат міжнародних премій «Європейська якість» за прагнення досягти високої європейської якості відповідно до Європейських стандартів, «Лаври слави» за професійні досягнення у сучасному світі та «Золотий Меркурій» за особистий вклад у покращення економіки України та розвиток інтеграційного процесу.